# Vassar (Kansas)
Vassar – jednostka osadnicza w Stanach Zjednoczonych, w stanie Kansas, w hrabstwie Osage.